# Boubacar Sanogo
Boubacar Sanogo (ur. 17 grudnia 1982 w Dimbokro) – piłkarz z Wybrzeża Kości Słoniowej występujący na pozycji napastnika.

## Kariera klubowa
Sanogo zawodową karierę rozpoczynał w klubie Séwé Sport San Pedro. W 1999 roku przeszedł do tunezyjskiego Espérance Tunis. Grał tam przez trzy lata. W tym czasie zdobył z klubem trzy mistrzostwa Tunezji. W 2000 roku wystąpił z nim także w finale Afrykańskiej Ligi Mistrzów, ale jego klub przegrał tam 2:5 z Hearts of Oak. W 2002 roku odszedł do klubu ze Zjednoczonych Emiratów Arabskich – Al-Ain FC. Spędził tam trzy lata, w ciągu których jego klub zdobył dwa mistrzostwa Zjednoczonych Emiratów Arabskich, Puchar Zjednoczonych Emiratów Arabskich, a także Azjatycką Ligę Mistrzów.
W 2005 roku przeszedł do niemieckiego 1. FC Kaiserslautern. W Bundeslidze zadebiutował 7 sierpnia 2005 w przegranym 1:2 meczu z FC Schalke 04. 13 sierpnia 2005 w wygranym 5:3 pojedynku z MSV Duisburg zdobył pierwszą bramkę w trakcie gry w Bundeslidze. Na koniec sezonu 2005/2006 zajął z klubem 16. miejsce w lidze i spadł z nim do 2. Bundesligi. Wówczas odszedł z Kaiserslautern.
Jego nowym klubem został Hamburger SV grający w Bundeslidze. W barwach Hamburgera zadebiutował w przegranym 1:2 półfinałowym meczu Pucharu Ligi Niemieckiej z Werderem Brema. W sezonie 2006/2007 rozegrał 31 ligowych spotkań i zdobył w nich 4 bramki. Z HSV występował także w Lidze Mistrzów, ale jego klub zajął tam ostatnie miejsce w swojej grupie i odpadł z rozgrywek.
W 2007 roku odszedł do innego pierwszoligowca – Werderu Brema. Pierwszy występ zanotował tam 4 sierpnia 2008 w meczu Pucharu Niemiec z Eintrachtem Brunszwik (1:0). W tamtym meczu strzelił także gola. W sezonie 2007/2008 wywalczył z klubem wicemistrzostwo Niemiec. W styczniu 2009 został wypożyczony do TSG 1899 Hoffenheim, a po zakończeniu sezonu 2008/2009 powrócił do Werderu, a latem 2009 odszedł do AS Saint-Étienne.
| Sezon   | Klub                 | Kraj                         | Rozgrywki               | Mecze | Bramki | Rozgrywki Europy                    | Mecze | Bramki |
| ------- | -------------------- | ---------------------------- | ----------------------- | ----- | ------ | ----------------------------------- | ----- | ------ |
| 2005/06 | 1. FC Kaiserslautern | Niemcy                       | Bundesliga              | 24    | 10     | –                                   | –     | –      |
| 2006/07 | Hamburger SV         | Niemcy                       | Bundesliga              | 31    | 4      | Liga Mistrzów UEFA                  | 8     | 2      |
| 2007/08 | Hamburger SV         | Niemcy                       | Bundesliga              | 0     | 0      | Liga Europy UEFA                    | 1     | 0      |
| 2007/08 | Werder Brema         | Niemcy                       | Bundesliga              | 21    | 9      | Liga Mistrzów UEFA Liga Europy UEFA | 7 1   | 4 0    |
| 2008/09 | Werder Brema         | Niemcy                       | Bundesliga              | 8     | 1      | Liga Mistrzów UEFA                  | 3     | 0      |
| 2008/09 | TSG 1899 Hoffenheim  | Niemcy                       | Bundesliga              | 14    | 1      | –                                   | –     | –      |
| 2009/10 | Werder Brema         | Niemcy                       | Bundesliga              | 2     | 1      | –                                   | –     | –      |
| 2009/10 | AS Saint-Étienne     | Francja                      | Ligue 1                 | 17    | 1      | –                                   | –     | –      |
| 2010/11 | AS Saint-Étienne     | Francja                      | Ligue 1                 | 13    | 0      | –                                   | –     | –      |
| 2011/12 | AS Saint-Étienne     | Francja                      | Ligue 1                 | 0     | 0      | –                                   | –     | –      |
| 2012/13 | Energie Cottbus      | Niemcy                       | 2. Fußball-Bundesliga   | 32    | 15     | –                                   | –     | –      |
| 2013/14 | Energie Cottbus      | Niemcy                       | 2. Fußball-Bundesliga   | 29    | 10     | –                                   | –     | –      |
| 2014/15 | Al-Fujairah SC       | Zjednoczone Emiraty Arabskie | UAE Arabian Gulf League | 25    | 10     | –                                   | –     | –      |
| 2015    | NorthEast United FC  | Indie                        | Indian Super League     | 0     | 0      | –                                   | –     | –      |

Stan na: 2 grudnia 2015

## Kariera reprezentacyjna
W reprezentacji Wybrzeża Kości Słoniowej Sanogo zadebiutował 16 sierpnia 2006 w przegranym 0:1 towarzyskim meczu z Senegalem. Był uczestnikiem Pucharu Narodów Afryki 2008, na którym rozegrał trzy spotkania i zdobył trzy bramki, a jego reprezentacja zajęła czwarte miejsce. Obecnie Sanogo powoływany jest do kadry na mecze eliminacji Mistrzostw Świata 2010.